# Pilangwetan
Pilangwetan is een bestuurslaag in het regentschap Demak van de provincie Midden-Java, Indonesië. Pilangwetan telt 2303 inwoners (volkstelling 2010).